# Congiura dei Malvezzi

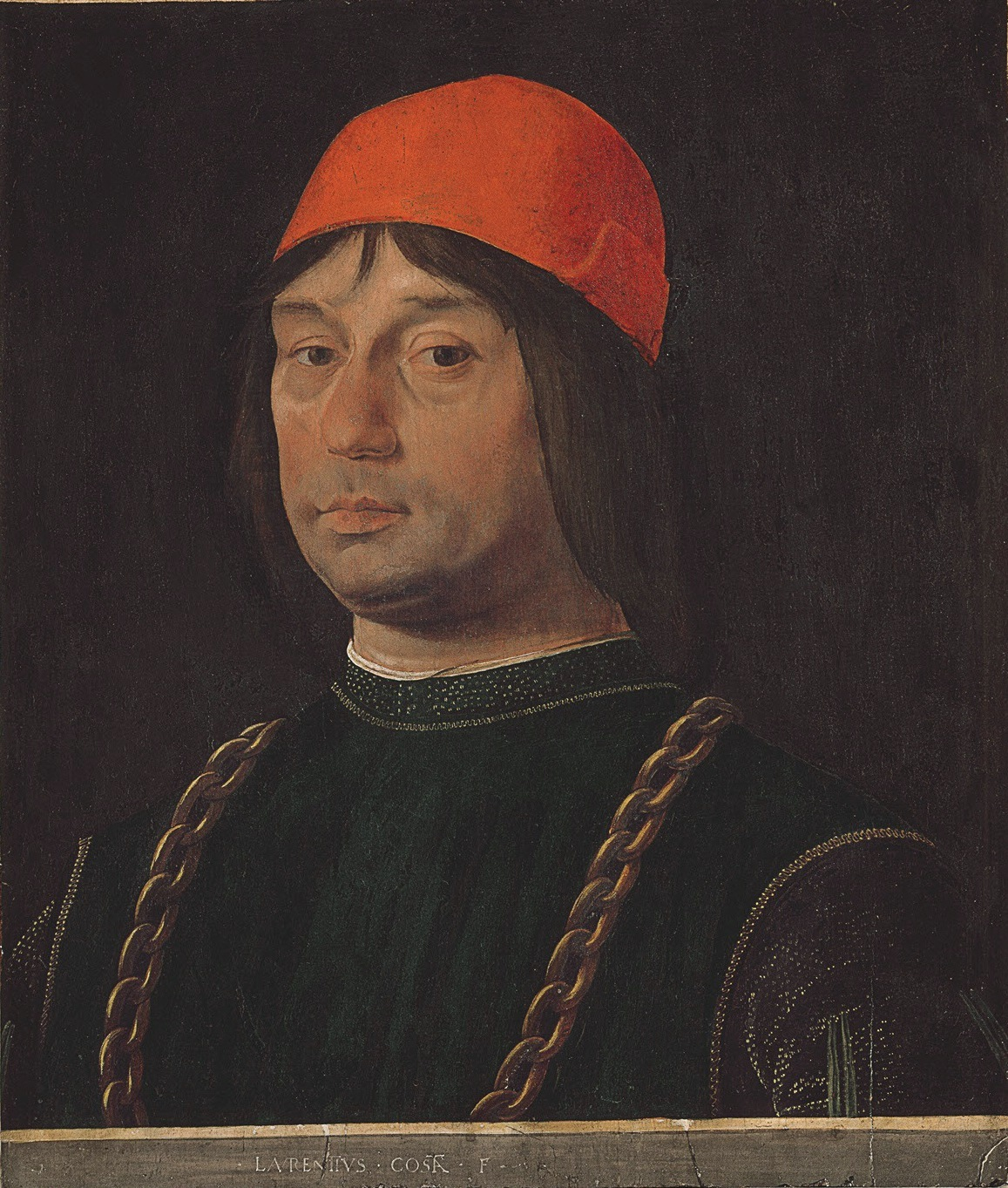
Ritratto di Giovanni II Bentivoglio di Lorenzo Costa

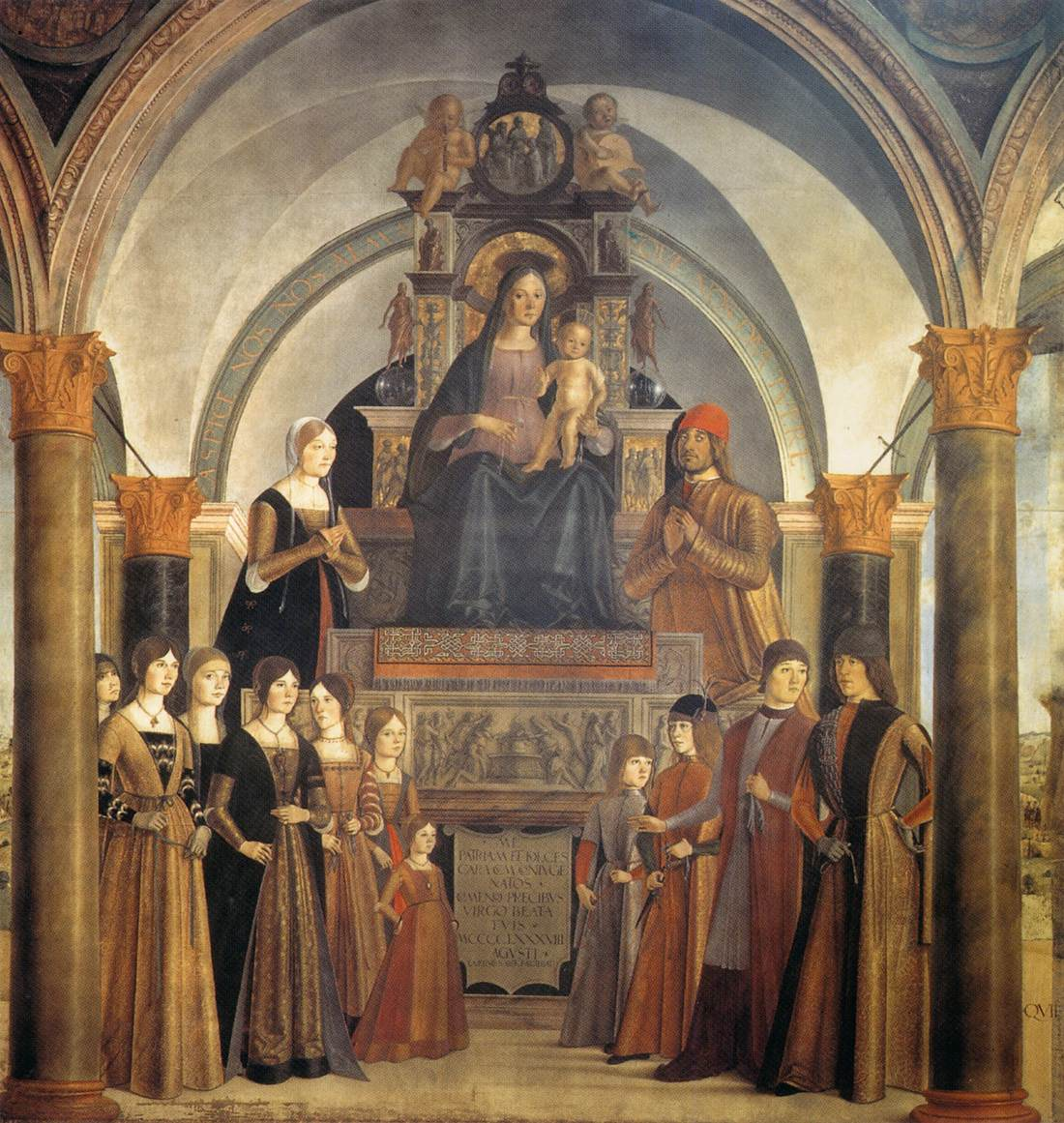
Lorenzo Costa, Pala Bentivoglio, 1488, commissionata come ringraziamento per aver scampato il pericolo della congiura dei Malvezzi

La congiura dei Malvezzi, conclusasi a Bologna il 27 novembre 1488, fu il tentativo eseguito da alcuni membri della famiglia Malvezzi, che avevano appoggiato l'ascesa dei rivali, di stroncare l'egemonia dei Bentivoglio, con l'appoggio dei Marescotti e anche di Lorenzo il Magnifico.

## Storia
Il piano prevedeva l'assalto al palazzo di Giovanni II Bentivoglio e l'uccisione di tutti i componenti della sua famiglia, compresa la moglie Ginevra Sforza. Giovanni Bentivoglio riuscì a sventare il complotto e il 28 novembre fece impiccare Giovanni Malvezzi con altri congiurati. La famiglia Malvezzi fu mandata al confino e i loro beni vennero confiscati. Rientrarono in città nel 1506, col passaggio di Bologna allo Stato Pontificio.